# Rinocerul aurit din Mapungubwe

Rinocerul aurit din Mapungubwe (în engleză: Golden Rhinoceros of Mapungubwe) este un artefact⁠(d) medieval din Regatul mapungubwe⁠(d), care se afla în actuala Africă de Sud. El a fost găsit într-un mormânt regal de pe dealul Mapungubwe în 1932, de arheologi de la Universitatea din Pretoria. Artefactul este descris ca fiind „suficient de mic pentru a sta în palma ta”.  Situl în care a fost descoperit atestă existența unei elite conducătoare ce trăia izolată într-o așezare situată pe o înălțime. Este primul exemplu cunoscut de societate sud-africană stratificată. În mormintele din Mapengubwe s-au mai găsit obiecte de fier, aur, cupru, ceramică și mărgele de sticlă folosite pentru negoț, provenind din India, Egipt și Peninsula Arabă. Toate demonstrează că Mapungubwe era un centru comercial prosper ce avea legături cu alte culturi de pe coastele Oceanului Indian. La sfârșitul secolului al XIII-lea, schimbarea climei a provocat seceta și distrugerea recoltelor, iar comunitatea specifică Epocii Fierului din Mapungubwe s-a risipit.